# بیگم آغا زنگنه
بیگم آغا زنگنه مادر کریم‌خان زند و صادق خان زند بود. او از ایل زنگنه بود.

## زندگی
بیگم‌آغا زنگنه مادر کریم‌خان زند، از ایل زنگنه و خواهر اسحاق‌بیگ زنگنه بود. کریم‌خان پس از مرگ نادرشاه افشار در سال ۱۱۷۲ هجری، با چیرگی بر تمامی رقیبان، فرمانروای بخش‌های جنوبی و مرکز ایران گردید. بیگم آغا زنگنه، مادر کریم خان زند، از زنان تأثیرگذار بر مبارزاتی بود که به حکمرانی او در ایران انجامید. او در هجوم افغان‌ها در سال ۱۱۶۶ هجری به سرکردگی آزادخان افغان به قلعهٔ کریم‌خان (که به اسارت وی و همراهانشش انجامید) نه تنها خود و دیگر یاران را از چنگ مهاجمان افغان رهانید، بلکه با یورش به آنان، غنایم بسیاری به دست آورد. بیگم آغا در بیشتر نبردها با فرزند خود همکاری داشت. پس از مرگ ایناق خان، پدر کریم خان، او به عقد ازدواج بوداق خان، عموی کریم خان درآمد.